# كاجانر

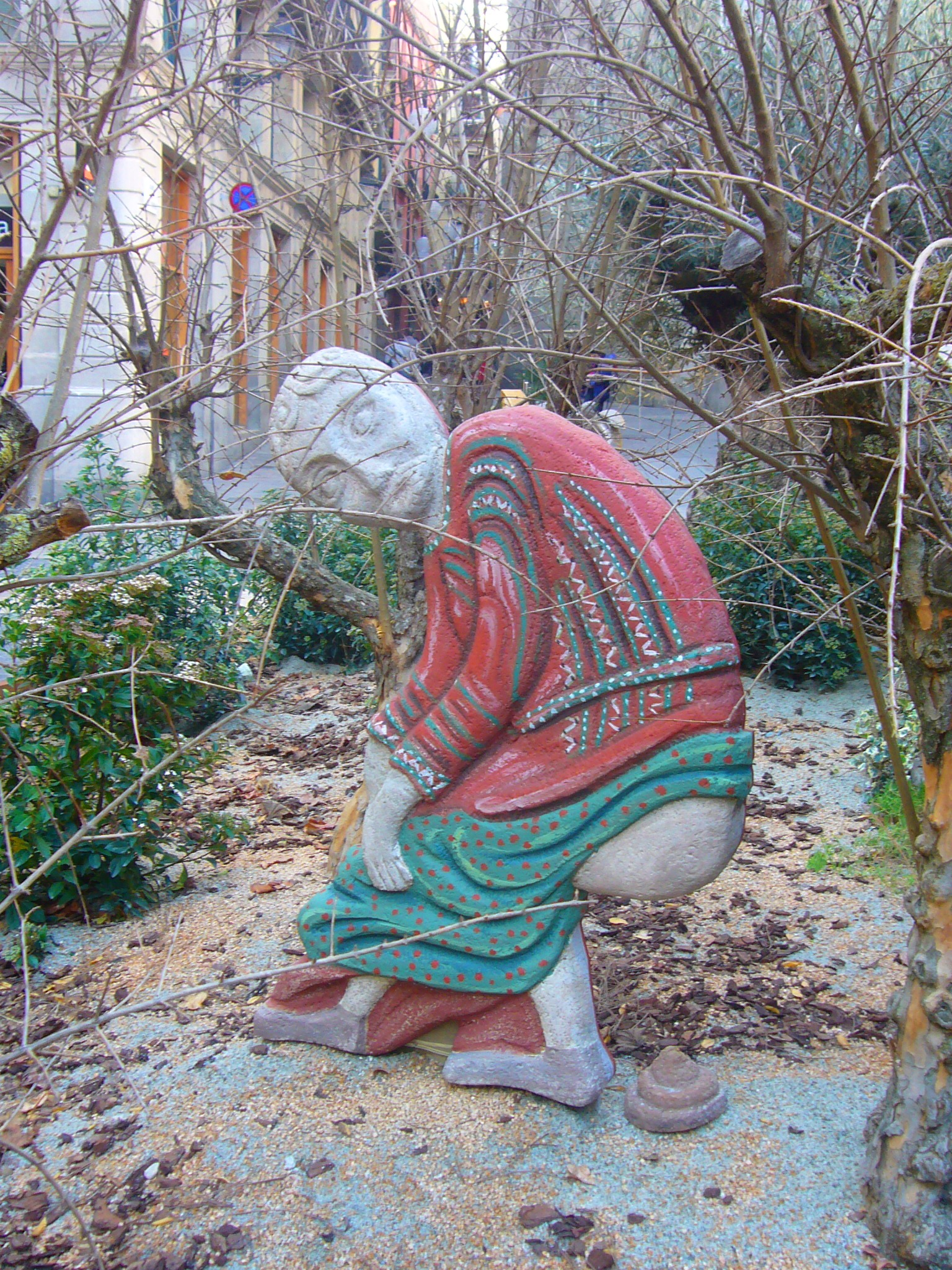
تمثال الكاجانر الكتالوني ضمن مشهد الولادة في ساحة القديس جامو ببرشلونة عام 2011

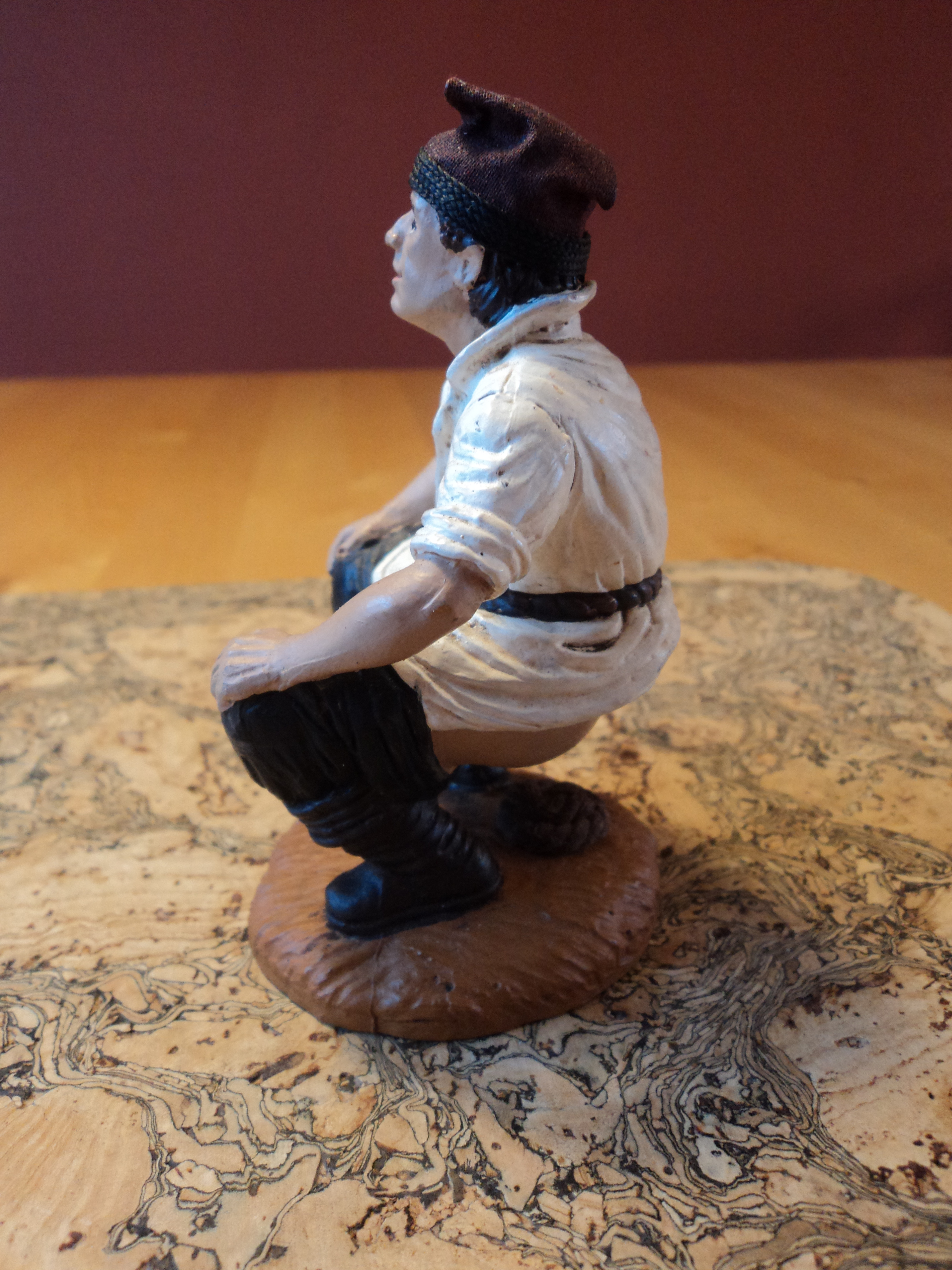
كاجانر كتالوني تقليدي في برشلونة بحجم صغير عادي

كاجانر (بالكتالونية: Caganer) هي تماثيل تقليدية صغيرة تكون جالسة في وضعية التبرز تظهر في مشاهد الميلاد في كل من كتالونيا والمناطق المجاورة الناطقة باللغة الكتالونية مثل أندورا وبلنسية وكتالونيا الشمالية (في جنوب فرنسا). يحظى هذا النوع من التماثيل الفلكلورية التي تشتهر بها الثقافة الكتالونية بالقدر الأكبر من الانتشار والشعبية في هذه المناطق، ولكن يمكن رؤيتها كذلك في مناطق أخرى من إسبانيا (مرسية) والبرتغال وجنوب إيطاليا (نابولي).
تعني كلمة «إي كاجانر» حرفياً «المتغوط» أو «المتبرز». تكون هذه التماثيل الصغيرة تقليدياً من الفلاحين المرتدين للقبعات الكتالونية الحمراء التقليدية وسراويلهم مسدلة حيث تظهر أسفل ظهورهم العارية وهم يقومون بالتبرز.

## التاريخ والأصول
لا يعرف الأصل المحدد لتماثيل الكاجانر على وجه الدقة ولكن يرجع تاريخ وجود هذه التماثيل التقليدية إلى القرن الثامن عشر على أقل تقدير. ووفقاً لجمعية أصدقاء كاجانر فقد دخلت هذه التماثيل على مشاهد الميلاد خلال الفترة الباروكية بحلول أواخر القرن السابع عشر ومطلع القرن الثامن عشر.

## التقليد
غالباً ما تتألف تزينات عيد الميلاد التقليدية في كتالونيا ومناطق إسبانيا الأخرى ومعظم أنحاء إيطاليا وجنوب فرنسا من نموذج كبير لمدينة بيت لحم وهي مشابهة لتلك المنتشرة في العالم الناطق بالإنجليزية، ولكنها تختلف عن الأخيرة في أنها تصور المدينة بأكملها وليس موقع الولادة فقط. وغالباً ما يكون مشهد الولادة هذا إعادة إنتاج لمشهد رعوي بالتوافق مع التفاصيل الواردة في الكتاب المقدس عن ولادة يسوع حيث يتمركز مشهد الولادة في منزل ريفي كتالوني تقليدي وبه طفل يمثل يسوع المسيح وهناك من حول المنزل امرأة تغسل الثياب إلى جانب النهر وامرأة أخرى تغزل ونماذج لرعاة غنم يسوقون قطعانهم أو يحملون الهدايا إلى يسوع الطفل بالإضافة إلى المجوس الثلاثة يقتربون من المنزل على ظهر جمل، ومشهد فيه ملائكة ورعاة ونجم بيت لحم..إلخ. من المواد المستخدمة في إعداد تزيينات مشهد الولادة الطحالب التي تمثل العشب ويستخدم الفلين لتمثيل الجبال أو الجروف. ومن الأمور التي يمكن أن تختلف في المشاهد هو جعلها مصطبغة بطابع مشرقي يظهر فيه المجوس الثلاثة قادمين على ظهر الجمل وترتدي النماذج به ملابس شرقية.
يعد الكاجانر على وجه التحديد من أبرز الملامح الشعبية في مشاهد الميلاد الكتالونية الحديثة. ويعتقد إن إدخال هذه التماثيل يعود لأواخر القرن السابع عشر وأوائل القرن الثامن عشر خلال الفترة الباروكية.

## التفسيرات المحتملة
من التفسيرات المحتملة لوضع تمثال يمثل شخص يقوم بالتبرز في مشاهد ميلاد يسوع وهي أماكن تعتبر ذات حرمة مقدسة، هو أن الكاجانر عند قيامه بالتبرز فهو يزيد من خصوبة الأرض. ووفقاً لعالم الإثنيات والفلكلور جوان أمادس فقد كان الكاجانر من التماثيل التي جرت عادة إدخالها على مشاهد الولادة خلال القرن التاسع عشر لأن الناس آمنت أن هذه الوديعة قامت بتخصيب أرض مشهد الولادة والتي أصبحت خصبة، فضمنت مشهد الولادة في السنة اللاحقة، ومعها ضمنت صحة الجسد وسلامة العقل التي احتيجت لعمل مشهد الولادة مع الفرحة والسعادة التي جاء بها عيد الميلاد قرب المجمرة. فساد الاعتقاد بأن وضع هذا التمثال الصغير في مشهد الولادة سيجلب الفرحة والحظ السعيد بينما عدم القيام بذلك سينذر بالمحن.